# Reinhold Dezeimeris
Pour les articles homonymes, voir Dezeimeris.
Reinhold Dezeimeris, né à Paris  le 11 avril 1835 et mort à Loupiac (Gironde) le 28 juillet 1913, est un érudit, bibliothécaire, viticulteur, archéologue et homme politique français.

## Biographie
Il fait ses études au lycée Saint-Louis à Paris où il acquiert de solides connaissances sous la direction de maîtres dont la réputation n'était plus à faire comme Alexis Pierron, helléniste, ou Victor Duruy, historien, futur ministre de l'Instruction publique. À la mort de son père en 1852, il déménage dans sa dix-neuvième ou vingtième année avec sa mère, Odelly Baptiste, au château Loupiac-Gaudiet à Loupiac, un domaine viticole, dont elle est héritière (vendu en 1920). C'est là que le jeune homme fera ses premières armes en matière de viticulture. Les vins du château obtiendront une médaille d'or en 1895. Il s'installe peu après à Bordeaux où il fréquentera assidûment les sociétés savantes.   
En 1861, il imprime un mémoire intitulée Recherches sur l'auteur des épitaphes de Montaigne. Lettres à M. le Dr J.F. Payen qui lui vaudra la médaille d'or en 1862 décernée par l'Académie de Bordeaux sur la recommandation de Dabas,  professeur de littérature ancienne. En 1863, il devient membre de l'Académie de Bordeaux.
En 1866, il fonde la Société des bibliophiles de Guyenne avec d'autres bibliophiles émérites, dont entre autres : Gustave Brunet (Président ) et  Jules Delpit (vice-président). il en sera le secrétaire, puis le Vice-président en 1867, et enfin le président en 1871.
Parallèlement à sa fonction de conseiller général de la Gironde pour le canton de Cadillac (1877-1899), puis président du conseil général de Gironde (1894-1899), il fut conservateur de la Bibliothèque municipale de Bordeaux entre 1885 et 1890 où il découvrit des notes manuscrites de Montaigne et fit acheter par la bibliothèque les cartes d'Aquitaine de Claude Masse.
À 65 ans en 1900, il épouse sa cousine Jeanne Frouin de trente ans sa cadette. Il meurt à Loupiac dont il fut maire à deux reprises sous l'étiquette « républicain ».
Il est le fils de Jean-Eugène Dezeimeris, ancien député de la Dordogne.

### Le politique
En 1874, le phylloxéra, encore mal connu à cette époque, fait des ravages dans le vignoble français. Inspiré par la méthode du botaniste Jules Émile Planchon, il s'essaie à la greffe de plants de vigne français sur des plants américains. Le succès est probant. S'ensuit un nouvel ouvrage, De la reconstitution des vignes en Gironde . Il décide alors de créer  le Comice Agricole et Viticole du canton de Cadillac avec des notables de Cadillac dont notamment Georges Cazeaux-Cazalet.
Fort de la bonne réputation du Comice, et fraichement élu président du département, il adresse au ministre de l’instruction publique une lettre expliquant la nécessité de créer des écoles primaires supérieures d'agriculture. Il obtiendra satisfaction. Mais il murit un autre projet ; la création d'une école nationale de viticulture et d'œnologie dans le prestigieux château du duc d'Epernon à Cadillac en soutien d'une demande des viticulteurs et notables de la région entre autres Abel Surchamp, député, et  Albert Thounens, futur sénateur. Mais ses adversaires politiques l'accusent de privilégier son canton au détriment du département ainsi que la mise en conformité du château trop onéreuse. Après de longues tractations, il perd la partie et, déçu, démissionne de la présidence du département. Le projet ne verra jamais le jour.

### Le viticulteur
En pleine crise du phylloxera, il invente une taille plus ordonnée et plus favorable à la cicatrisation de la vigne et qui porte aujourd'hui son nom, « la taille Dezeimeris ». Les observations des viticulteurs modernes confirment le bien fondé de cette technique que Reinhold décrit dans son ouvrage D’une cause de dépérissement de la vigne et des moyens pour y remédier, publiées en 1890. L’auteur préconisait « de ne jamais tailler ras mais de tailler sur le nœud immédiatement supérieur au dernier œil conservé. Sa présence est un bon frein au phénomène de dessiccation provoqué par la présence d’une plaie ».

### L'archéologue
À partir de 1864, il s'intéresse au site archéologique gallo-romain de Loupiac sur lequel il pratique des fouilles et met au jour quelques fragments de mosaïque. Mais c'est par l'étude d'un fragment de marbre d'inscription latine découvert par M. Buche, curé de Loupiac, et offert par celui-ci, qu'il rédige une thèse alambiquée. Il se persuade alors que ces inscriptions incomplètes ne sont autres que des vers du poète antique Decimus Magnus Ausonius dit Ausone, et par conséquent l'emplacement du site sa demeure. Rien n'est encore prouvé à ce jour, mais il aura au moins eu le mérite de faire découvrir ce secteur archéologique aux spécialistes de vestiges antiques. D'autres découvertes de moindre importance à partir de 1883 seront faites sous l'égide de la Commission des monuments historiques de la Gironde. Par ailleurs, il sera membre et plusieurs fois présidents de la Société archéologique de Bordeaux.

## Hommage
Discours de l'Académicien Paul Gautier (1905) aux obsèques de Reinhold Dezeimeris (extrait).
« Alfred de Musset voulait reposer à l'ombre d'un saule. Nous, sur la tombe de Reinhold Dezeimeris, marions la vigne et le laurier ; l'une était chère à son cœur, l'autre méritait de couronner son front »

## Membre de sociétés
- Académie des inscriptions et belles-lettres : membre correspondant 1878-1913[4]
- Académie nationale des sciences, belles-lettres et arts de Bordeaux
- Comité des travaux historiques et scientifiques : membre non résidant (1877-1901)
- Institut de France : membre correspondant
- Société archéologique de Bordeaux
- Société des bibliophiles de Guyenne (secrétaire puis président pour l'année 1871)
- Société des archives historiques de la Gironde (président à partir de 1871)
- Commission des monuments historiques de la Gironde (1864)
- Comice agricole et viticole du canton de Cadillac (1884)

## Citation
Extrait du discourt de Reinhold Dezeimeris en tant que conseiller général à l'inauguratoin de la statue du président Carnot place Richelieu à Bordeaux le 13 septembre 1896 :

## Prix et distinctions
- Officier d'académie (1888)
- Officier de la Légion d'honneur (1896)[15]

## Œuvres (non exhaustif)
- Notice sur Pierre de Brach, poète bordelais du XVIe siècle (Paris, A. Aubry, 1858)
- Recherches sur l'auteur des épitaphes de Montaigne lettres à J. F. Payen, ([Bordeaux] G. Gounouilhou, 1861)
- Œuvres poétiques de Pierre de Brach, sieur de la Motte-Montussan, publiées et annotées par Reinhold Dezeimeris (Paris, 'imprimeur-libraire Augustin Aubry, 1861-1862)
- De la renaissance des lettres à Bordeaux au XVIe siècle (Bordeaux : P. Chaumas, 1864)
- Note sur l'emplacement de la villula d'Ausone (Bordeaux, G. Gounouilhou, impr., 1869)
- Essais de Michel de Montaigne (Bordeaux, Impr. G. Gounouilhou, 1870-73) (édition)
- Leçons nouvelles et remarques sur le texte de divers auteurs (Bordeaux, Vve P. Chaumas, 1876)
- Remarques sur des inscriptions antiques récemment découvertes à Bordeaux (Bordeaux, imprimerie Ve Cadoret, 1880)
- Études sur le Querolus (Bordeaux, Impr. G. Gounouilhou, 1881)
- Remarques sur la situation de l'agriculture en France, réponses a quelques questions de la commission d'enquête (Bordeaux, Imprimerie Ve Cadoret, 1884)
- De la reconstitution des vignes en Gironde (1887)
- D'une cause de dépérissement de la vigne et des moyens d'y porter remède (Bordeaux, Feret et fils [etc.], 1891)
- Un mythe syrien, représenté sur un bas-relief gallo-romain de la Gironde. Observations et conjectures (Bordeaux : Gounouilhou, 1901)
- Étude bibliographique et critique sur une version peu connue des Moralia de Plutarque : complément a la publication des Remarques d'Estienne de la Boëtie sur le Traité intitulé erōtikos (Bordeaux : Gustave Gounouilhou, 1904)
- Sur l'objectif réel du Discours d'Estienne de La Boëtie, de la servitude volontaire (Bordeaux, Imprimerie G. Gounouilhou, 1907)